# Rejon nowoworoncowski
Rejon nowoworoncowski – jednostka administracyjna Ukrainy, w składzie obwodu chersońskiego.